# Hexacentrus fuscipes
Hexacentrus fuscipes är en insektsart som beskrevs av Matsumura, S. och Tokuichi Shiraki 1908. Hexacentrus fuscipes ingår i släktet Hexacentrus och familjen vårtbitare. Inga underarter finns listade i Catalogue of Life.